# روبرت نيلسون ستيفنز
روبرت نيلسون ستيفنز (بالإنجليزية: Robert Neilson Stephens)‏ (22 يوليو 1867 في الولايات المتحدة - 20 يناير 1906، بورنموث في المملكة المتحدة)؛ روائي أمريكي.

## روابط خارجية
- روبرت نيلسون ستيفنز على موقع IMDb (الإنجليزية)
- روبرت نيلسون ستيفنز على موقع قاعدة بيانات برودواي على الإنترنت (الإنجليزية)